# Olavo Bilac
Olavo Brás Martins dos Guimarães Bilac (16 décembre 1865 - 28 décembre 1918) était un poète parnassien, journaliste et traducteur brésilien. Avec Alberto de Oliveira et Raimundo Correia, il était membre de la « Triade parnassienne » brésilienne. Élu « prince des poètes brésiliens » en 1907 par le magazine Fon-Fon, il est célèbre pour avoir écrit les paroles de l'hymne au drapeau du Brésil (pt). Il a été membre fondateur de l'Académie brésilienne des lettres de 1897 jusqu'à sa mort en 1918.

## Vie
Bilac est né à Rio de Janeiro, de Brás Martins dos Guimarães Bilac et Delfina Belmira Gomes de Paula. C'était un élève brillant qui a été admis à la Faculté de médecine de l'université fédérale de Rio de Janeiro, à l'âge de 15 ans.
Il n'a pas fini ses études de médecine, prétendument en raison de sa nécrophilie. Il a également commencé à étudier le droit à la Faculté de droit de l'université de São Paulo mais n'a pas terminé ses études. Au lieu de cela, il a trouvé du plaisir dans l'écriture et le journalisme.
Son premier travail a été le sonnet Sesta de Nero (Sieste de Néron) dans le journal Gazeta de Notícias en 1884, lequel a été l'objet de commentaires élogieux d'Artur Azevedo. D'autres sonnets ont suivi, publiés dans le journal Diário de Noticias. Bilac a également collaboré à de nombreuses revues au cours de sa carrière telles que : A Imprensa, A Leitura, Branco e Negro, Brasil-Portugal et Atlântida.
Bilac écrira beaucoup d'autres choses, outre des poèmes, comme des textes publicitaires, des chroniques, des manuels scolaires, de la poésie pour enfants et des œuvres satiriques. Ses relations avec les cercles intellectuels de l'époque et avec de nombreux hommes politiques lui procurèrent une charge publique d'Inspecteur des Ecoles. Au travers de ses écrits, il s'emploie à dépeindre la réalité de son époque. En 1891, pour être un opposant notable du gouvernement de Floriano Peixoto, après la dissolution du Parlement et la prise de pouvoir de ce dernier, Bilac a été emprisonné à la Forteresse de Laje à Rio de Janeiro.
Bilac ne se mariera jamais et n'aura pas d'enfants. Initialement, il a été fiancé à Amélia de Oliveira, la sœur du poète Alberto de Oliveira. Mais leurs fiançailles seront de courte durée, car il se heurte à un autre frère d'Amélia, qui lui dit que Bilac n'avait aucun avenir. Il sera ensuite fiancé avec Maria Selika, fille du violoniste Francisco Pereira da Costa, mais cela durera encore moins longtemps. Toutefois, une légende dit qu'Amélia lui serait restée fidèle: elle ne se mariera jamais et, à la mort de Bilac, elle mettra une mèche de ses cheveux dans son cercueil.
Comme il n'avait pas d'héritiers, il a préféré former une génération d'enfants brésiliens en écrivant des livres scolaires et des poésie pour enfants.
Bilac est mort en 1918. Ses derniers mots furent « Donnez-moi du café, je vais écrire ! ».

## Anecdote
En 1897, Bilac a perdu le contrôle de sa voiture qui s'est écrasée contre un arbre. Il a été la première personne qui ait eu un accident de voiture au Brésil.

## Œuvres
- Poesias (1888)
- O Esqueleto (1890 — en partenariat avec Pardal Mallet)
- Crônicas e Novelas (1894)
- Crítica e Fantasia (1904)
- Conferências Literárias (1906)
- Tratado de Versificação (1910 — en partenariat avec Guimarães Passos)
- Dicionário de Rimas (1913 — en partenariat avec Guimarães Passos)
- Ironia e Piedade (1916)